# Semiothisa ruptifascia
Semiothisa ruptifascia là một loài bướm đêm trong họ Geometridae.